# Jany Holt
Jany Holt (născută Ecaterina Ruxandra Vlădescu Olt, la 13 mai 1909, București – d. 26 octombrie 2005, Neuilly-sur-Seine, Franța) a fost o actriță născută în România, care a lucrat în principal în cinematografia franceză. 

## Biografie
S-a născut în București, și a murit din cauze naturale în Neuilly-sur-Seine, Franța.
L-a avut ca profesor de artă dramatică pe Charles Dullin (1885-1949).
Holt a apărut între 1931 și 1995 în 48 de filme și producții de televiziune.

## Filmografie
- The Man in Evening Clothes (1931)
- The Green Domino (1935)
- Le Golem (1936)
- The Lower Depths (1936)
- Southern Mail (1937)
- Beethoven's Great Love (1937)
- The Alibi (1937)
- Rasputin (1938)
- The Phantom Baron (1943)
- Dr. Terror's House of Horrors (1943) (segmentul "The Monster of Stone")
- Angels of Sin (1943)
- Special Mission (1946)
- Land Without Stars (1946)
- Not Guilty (1947)
- Doctor Laennec (1949)
- The Ferret (1950)
- The Green Glove (1952)
- Gervaise (1956)
- A Time for Loving (1971)
- The Left-Handed Woman (1978)
- Toutes griffes dehors (1982)
- Target (1985)

## Legături externe
- Jany Holt la Internet Movie Database
- Bergan, Ronald (18 noiembrie 2005). „Obituary: Jany Holt”. The Guardian.
- Jany Holt - Cinemateca franceză fr